# Щерю Божинов
Щерю Христов Божинов е български офицер (капитан) и деец на македонската емиграция в България.

## Биография
Божинов е роден в 1894 година в Солун или в Енидже Вардар, Османска империя, днес в Гърция. В 1913 година завършва с последния двадесет и седми випуск Солунската българска мъжка гимназия. След това завършва Военното училище в София и постъпва на служба в Българската армия. Участва в трите войни за национално обединение – Балканската (1912 – 1913), Междусъюзническата (1913) и Първата световна (1915 – 1918). На 25 август 1915 година Божинов е произведен в чин подпоручик, от май 1917 година е поручик, а през 1920 година, когато е произведен в чин капитан, се уволнява от армията. Като офицер служи в 60 и 3 пехотен полк, както и в 1 интендантска дружина.
След войните Божинов е председател на Солунското благотворително братство и е избиран за член на Националния комитет на македонските братства в 1931, 1932 и 1933 година.
Убит е на 29 май 1933 година на улица „Цар Самуил“ в София от хора на протогеровисткото крило във ВМРО, сред които Атанас Цицков. Убиецът му е заловен и осъден на доживотен затвор.